# 갈색사냥개박쥐
갈색사냥개박쥐(Promops nasutus)는 큰귀박쥐과에 속하는 박쥐의 일종이다. 베네수엘라와 트리니다드, 가이아나, 수리남, 브라질, 에콰도르, 페루, 볼리비아, 파라과이 그리고 아르헨티나 북부에서 발견된다.